# Джованни да Валенте
Джованни да Валенте (итал. Giovanni da Valente; 1280, Генуя — 1360, Генуя) — 3-й дож Генуэзской республики. Время его правления отмечено сокрушительным поражением, которое потерпел город от венецианцев в морской битве при Альгеро.

## Биография
После смерти предшественника, Джованни I де Мурта, наступил короткий кризис наследования. Пополаны поддерживали Лукино Фиески, в то время как патриции и приверженцы последнего дожа поддерживали его сына, Томмазо де Мурта. Джованни Валенте в конце концов был выбран как компромиссный кандидат. Назначение прошло 9 января 1350 года.
Когда Валенте отказался от осторожной политики своего предшественника и попытался полностью изгнать венецианцев из Чёрного моря, напряженность между Генуей и Венецией переросла в открытую войну. Венеция образовала союз с Византией и королевством Арагон, заставив генуэзцев искать поддержку османов. 17 ноября 1350 года, чтобы заплатить за военные расходы, Генуя была вынуждена взять кредит в размере 300.000 лир под процент в размере 10% у объединения кредиторов, известных как Compera imposita per gerra Venetorum.
9 марта 1352 года генуэзский флот под командованием Паганино Дориа одержал морскую победу над коалицией близ Константинополя. Однако в следующем году, в августе, недалеко от Альгеро на острове Сардиния, генуэзский флот под командованием Антонио де Гримальди был буквально раздавлен венецианцами.
Столкнувшись с угрозой новой гражданской войны в городе и перспективами иностранного вторжения, Совет был вынужден призвать к поддержке миланского рода Висконти. Дож потерял исполнительную власть, и Джованни Валенте пришлось уйти в отставку 8 октября 1353 года, и пост оказался вакантным. Он умер спустя семь лет, и, возможно, был похоронен в церкви Сан-Бартоломео дель-Оливелла в Генуе.